# Фейнберг, Савелий Моисеевич
Саве́лий Моисе́евич Фе́йнберг (24 декабря 1910 года, Баку, Российская империя — 20 октября 1973 года, СССР) — советский физик и математик, доктор физико-математических наук, сподвижник И. В. Курчатова и сотрудник Лаборатории № 2 АН СССР, один из создателей советской ядерной энергетики и атомного флота, лауреат Золотой медали имени И. В. Курчатова. Двоюродный брат Е. Л. Фейнберга.

## Биография
Родился 24 декабря 1910 года в Баку.
В 1932 году окончил Азербайджанский политехнический институт, специальность «инженер-архитектор».
В 1933—1934 годах учился в аспирантуре института.
В период с 1934 по 1942 годы — работа в институте «Азнефтьпроект». В 1942 году работал на строительстве авиационного завода в Баку.
В 1942—1943 годах преподавал в Высшем военно-морском училище (Баку).
Участник Великой Отечественной войны с 1943 года. В 1944 году тяжёло ранен во время бомбардировки. После лечения в госпитале был комиссован.
В 1944—1945 годах работал инженером-прочнистом — начальником группы прочности в ЦАГИ, Лётно-исследовательском институте.
По воспоминаниям двоюродного брата, Е. Л. Фейнберга, в это время Савелий Фейнберг обратился к нему за протекцией, чтобы познакомиться с академиком И. В. Курчатовым. Евгений порекомендовал его как человека, который «умнее его», что стало для Курчатова лучшей характеристикой, и он принял Савелия Фейнберга в свой коллектив, дал ему квартиру. Некоторое время двоюродный брат обучал Савелия Фейнберга физике, совместно они сделали работу по диффузии нейтронов.
С 1945 года работал в Институте химической физики Академии наук СССР.
С 1946 года и до конца жизни работал в Лаборатории № 2 Академии наук СССР (с 1956 года — Институт атомной энергии имени И. В. Курчатова, ныне — Национальный исследовательский центр «Курчатовский институт») — старший научный сотрудник, начальник теоретического сектора, заместитель заведующего отделом института.
В ноябре 1949 года сделал доклад на заседании научно-технического совета Спецкомитета НКВД, занимавшегося советским атомным проектом, о возможностях «создания атомного двигателя для подводного флота в трех вариантах (водяное, газовое и металлическое охлаждение) с мощностью 10’000 кВт на валу», который поддержал И. В. Курчатов. Это положило начало созданию советских атомоходов — военных и гражданских, в том числе ледокола «Ленин» для круглогодичной навигации на Северном морском пути.
Был инициатором создания и руководителем проекта первой в мире атомной электростанции мощностью 5000 кВт. в Обнинске. Все сложнейшие расчеты для него Фейнберг делал сам. Благодаря энтузиазму Курчатова, Фейнберга и Н. А. Доллежаля Советский Союз стал первопроходцем мирного атома, что заложило основу лидерства страны в атомной энергетике.
С 1947 года в течение 20 лет преподавал теорию ядерных реакторов в должности профессора кафедры теоретической и экспериментальной физики ядерных реакторов Московского инженерно-физического института. Он способствовал становлению научных исследований по физике реакторов в институте.
В 1949 году защитил докторскую диссертацию «Принцип предельной напряжённости».
Умер от рака в 1973 году, прах после кремации похоронен в колумбарии Новодевичьего монастыря.

## Научная деятельность
Основные труды в области теории упругости и пластичности, ядерной энергетики. С. М. Фейнбергу принадлежит ряд основополагающих идей в теории и физике реакторов, а также инженерных решений по различным типам реакторов. Разработав как первые опытные, так и промышленный реактор Обнинской АЭС, он затем участвовал в разработке реакторов Нововоронежской, Кольской, Ленинградской и других АЭС, стал идеологом серийных исследовательских и уникальных высоконапряженных аппаратов. Сформулированные им принципы реакторостроения актуальны спустя десятилетия.
Показал возможность получения обобщённых уравнений математической теории пластичности при предельной напряжённости.
Один из авторов метода гетерогенного расчёта реакторов (метод Галанина — Фейнберга).
Разработчик импульсных уран-графитовых реакторов, руководил созданием гигантского импульсного реактора «РИНГ» для исследования нейтрино.
Под его руководством велись работы по созданию реакторов различного назначения, в том числе исследовательского реактора СМ-2, на котором был получен рекордный поток тепловых и быстрых нейтронов, реакторов типа ВВР для двигателей атомных ледоколов и мощных атомных электростанций.
Совместно с И. В. Курчатовым предложил идею, которая была поддержана М. В. Келдышем, которая была реализована в виде постройки специального реактора взрывного действия (РВД, современное название — ИГР, исследовательский графитовый реактор) для петлевых испытаний тепловыделяющих элементов ядерных ракетных двигателей.
Проект реактора был выполнен под руководством Н. А. Доллежаля, петлевые системы и первые экспериментальные образцы тепловыделяющих сборок созданы в НИИ‑1. В 1962‑1964 годах в результате совместных работ НИИ‑1 и Института атомной энергии при петлевых испытаниях экспериментальных тепловыделяющих сборок был достигнут нагрев рабочего тела (водорода с добавками углеводородов) до 3000—3100 К при общем времени работы одной сборки более 150 секунд.
В 1978 году ученики выпустили в свет учебник «Теория ядерных реакторов» С,М.Фейнберга в соавторстве с С. Б. Шиховым и В. В. Троянским.
Автор свыше ста научных работ и около 20 изобретений.

## Награды и премии
- орден Трудового Красного знамени (29.10.1949).
- Сталинская премия второй степени (1949) — за разработку теоретических вопросов атомных реакторов.
- Сталинская премия первой степени (1953) — за расчётные и экспериментальные работы по созданию реакторов для производства трития
- Ленинская премия в области техники за 1960 год (совместно с другими сотрудниками Института атомной энергии Академии наук СССР) — за создание комплекса исследовательских водо-водяных реакторов ВВР-2, ВВР-С и ИРТ.
- Золотая медаль имени И. В. Курчатова (совместно с Ю. Б. Харитоном, за 1973 год) — за исследования в области атомной энергетики.
- Государственная премия СССР (1974, посмертно).